# Les conquérants
Les conquérants é um filme francês de 2013 dirigido por Xabi Molia.